# René-Maria Burlet
René-Maria Burlet  (* 9. Juli 1907 in Albertville; † 5. November 1994 in Chambéry) war ein französischer Künstler.

## Leben

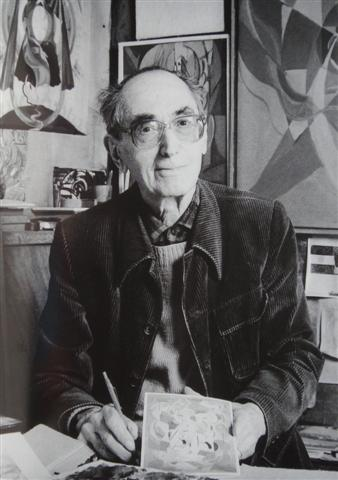
René-Maria Burlet

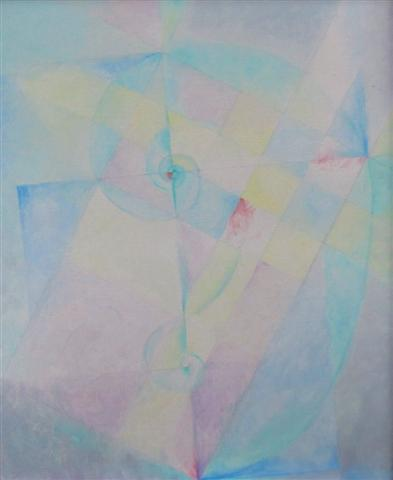
Double Spirale sur le Symbolisme de la Croix von René-Maria Burlet, Öl auf Leinwand, 1976

René Burlet war einziges Kind des Apothekers und Mykologen Frédéric Burlet und dessen Frau Mathilde Grillet. Nach seinem Abschluss am Jungen-Gymnasium von Chambéry begann er ein Studium als Industrie-Designer in Grenoble. Anschließend studierte er an der Kunstakademie von Lyon. Hier machte er unter anderem die Bekanntschaft von Petresco, der ihn in die Techniken der Freskenmalerei einführte. Mit anderen jungen Künstlern aus Lyon, die er an der Kunstakademie kennenlernte, sollte er später die „Groupe Témoignage“ gründen.
Während seines Militärdienstes in Nizza von 1927 bis 1930 entdeckte er, angeregt durch die Gebirgslandschaft der „Haute Provence“, seine Liebe zur Landschaftsmalerei. Nach seinem Militärdienst arbeitete er als Gebrauchsgrafiker in der Werbeagentur „Studio Stefa“ in Saint-Etienne. Im Laufe der Zeit wurde er bis 1940 Chef-Designer und gestaltete viele  bekannte Plakatmotive.
1933 heiratete er Marie Favre. Das Ehepaar zog in die „122, Rue Saint-Georges“ im 5. Arrondissement von Lyon. Aus der Ehe gingen vier Kinder hervor: Bernard, Marie-Christine, Marie-Noëlle und Béatrix. Heute erinnert eine Gedenktafel an dieser Adresse daran, dass René-Maria Burlet dort bis 1989 wohnte und arbeitete. Seit dem 8. November 1935 fand dort jährlich eine Verkaufsausstellung seiner aktuellen Arbeiten statt. Er entwickelte einen persönlichen künstlerischen Stil und es entstand der von ihm geprägte „Sakrale Surrealismus“. Von Marcel Michaud und der „Groupe Témoignage“ inspiriert, die 1936 gegründet wurde, suchte er immer weitere neue Ausdrucksformen.
1937 erstellte er auf der Weltfachausstellung in Paris für den Pavillon des Département Savoie sein erstes Fresko. Seit dieser Zeit unterzeichnete er seine Arbeiten mit René-Maria Burlet, seine Frau Marie einbeziehend, mit der er viele seiner Arbeiten gemeinsam anfertigte, aber auch wegen seiner persönlichen Marienverehrung, die nach einer Pilgerfahrt nach La Salette-Fallavaux entstand. Ein Besuch (1938) im Atelier von Albert Gleizes in Serrières, den er sehr verehrte, bestätigte seine Seelenverwandtschaft zu dessen Werk. Dies beinhaltete auch die starke Orientierung am Golden Schnitt und an der Abstraktion des Kubismus.
1942 gründete er mit den Künstlern Jean Bertholle, Claude Idoux, André Lenormand und Étienne Martin in seinem Atelier die „Académie du Minotaure“. Diese betonte eine pädagogische Ausrichtung und stand damit im Gegensatz zum akademischen Kunstbegriff der etablierten Institutionen in Lyon. Als in Lyon die Saône-Brücke „Pont d’Ainay“ 1944 von den deutschen Besatzern  gesprengt wurde, wurde auch sein Atelier zerstört und die „Académie du Minotaure“ musste geschlossen werden. Er floh mit seiner Familie nach Chambéry, wo er am Jungen-Gymnasium von Chambéry und dem „Collège de la Villette“ Kunst unterrichtete.
Zurück in Lyon begann ab 1947 eine neue Schaffensphase und die „Académie du Minotaure“ wurde bei einer Ausstellungseröffnung erneut ins Leben gerufen. Zunächst unterrichtete er Kunst am „Lycée Ampère“, dann an den Hochschulen „École des Métiers“ und „La Martinière“ bis 1973. Mit Hilfe des Albert Gleizes-Schülers Robert Pouyaud gründete er die kulturelle Zeitschrift  „Atelier de la Rose“. Insgesamt erschienen 33 Ausgaben.
Auf der Suche nach neuen Techniken entstanden ab  1950 mit Hilfe seiner Frau Marie zahlreiche Glasfenster aus „dalles de verre éclatées“: zweieinhalb Zentimeter starkes Dickglas (dalle de verre), das passgerecht zerlegt und behauen, in Beton eingegossen wird. Seinen Stil und seine verschiedenen Techniken entwickelte er weiter und realisierte zahlreiche Gemälde, Fresken und Glasfenster. Parallel dazu widmete er sich weiter der „Académie du Minotaure“, die erst Anfang der 1980er Jahre endgültig ihre Tore schloss.
1990 kehrte er mit seiner Frau nach Chambéry zurück. Er starb am 5. November 1994. Vor der Kulisse eines beeindruckenden Wandgemäldes in der Kirche „Saint-Pierre de Maché“, das er Jahre zuvor geschaffen hatte, fand seine Totenmesse statt.

## René-Maria Burlet, der Fresko-Maler

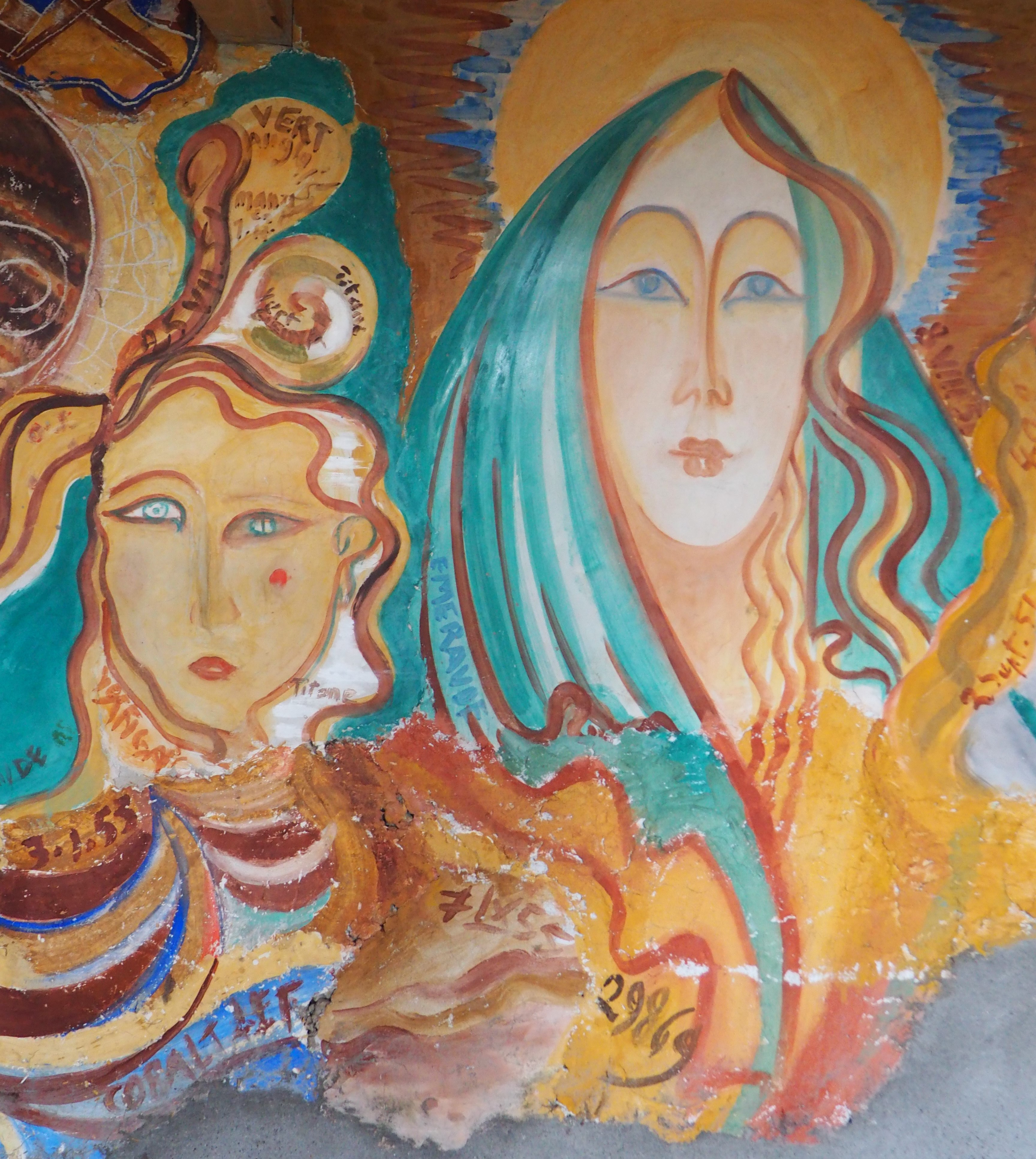
Fresko von René-Maria Burlet

Die Begegnung mit Petresco, dem Meister der Fresko-Malerei in Lyon im Jahr 1937, war für René-Maria Burlet eine Offenbarung.
Durch diese Technik findet er eine Antwort auf seine Suche nach einer neuen Ausdrucksform. Nämlich eine harmonische Synthese zwischen traditioneller Technik und zeitgenössischer Kunst.
Dies veranlasste ihn, Fresko-Lernkurse für Künstler und Amateure zu organisieren. Diese Treffen fanden in den Jahren 1945–1950 in seinem Haus in Monterminod, einem Weiler oberhalb von Chambéry, statt.